# 馬達加斯加蟑螂
馬達加斯加蟑螂（學名：Gromphadorhina portentosa），別稱馬島蟑螂，是一種大型蜚蠊，成體體長可達2至3英吋（5.1–7.6公分）。它們的原產地位於非洲的馬達加斯加島，並且可以在枯木中被發現。本物種是馬達加斯加島上已知的20種蟑螂之一，由於它們的身形巨大、移動緩慢和性格溫馴，因此它們通常被當成寵物飼養，並常常被寵物商人搞混，尤其是G. portentosa、G. oblongonota和G. picea。
與大多數的蜚蠊不同的是，它們不具翅膀。它們擅於攀爬，可以爬上柔軟的草。雄性的觸角相對於雌性更粗及毛茸茸，并且雄性的前胸上具有角。雌性會將卵鞘攜帶在體內，並在若蟲孵化時釋放。在某些居住在木頭中的物種中，親代和子代會共同居住一段時間。在人工飼養環境中，這些物種最多能活5年，它們的主食是蔬食。

## 特點
如同它們的英文俗名，馬島蟑螂的特點就是他們能發出嘶鳴聲（hissing），方式是透過它們位於身體第四部份特化的呼吸孔（氣門）用力的排出空氣，雖然氣門能在腹部的每一部分被發現。馬島蟑螂是唯一能發出嘶鳴聲的蟑螂；這種發聲方式不是典型的方式，大部分的昆蟲藉由摩擦身體的特定部位來發出鳴叫聲（stridulation），如腿部。有些天牛，如giant Fijian long-horned beetle，藉由將空氣由鞘翅下擠出來發聲，但這種方式和氣門無關。對於馬島蟑螂，嘶鳴聲有三種：受驚嚇、吸引雌性和攻擊。四齡（第四次脫皮）以上的蟑螂都能發出受驚嚇的嘶鳴聲。但只有雄性會發出吸引雌性和攻擊的嘶鳴聲；當雄性遭到另一雄性挑戰時，它們會發出攻擊的嘶鳴聲。（雄性會建立階級制度，服從的一方會退後來結束鬥爭）

## 與其他生物的互動

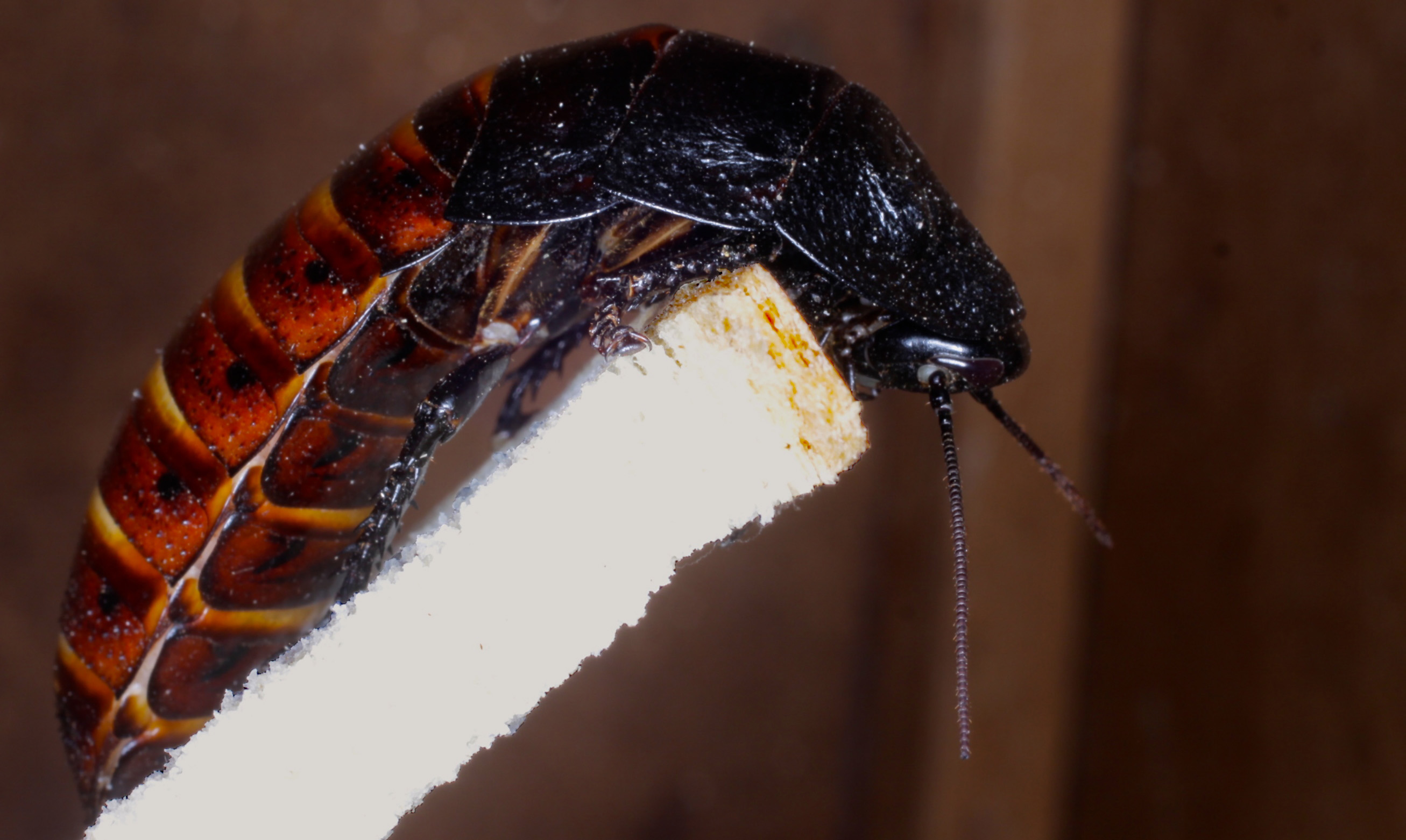
馬島蟑螂

蟎種Gromphadorholaelaps schaeferi生活在多種蟑螂的腹部以及腿的基部，取食於它們宿主的食物以及宿主身上的顆粒。這些蟎類並不會傷害它們的宿主，它們並不是寄生而是共生，除非它們達到不正常的數量導致宿主挨餓。研究顯示這些蟎對蟑螂有益處，他們會清除蟑螂體表的致病胞子，進而增加蟑螂的壽命。

## 流行文化
馬島蟑螂在許多的好萊塢電影中都有出現，特別是在Bug_(1975_film)扮演能夠藉由摩擦腿部來放火的蟑螂，在Damnation_Alley_(film)（1977）中扮演經核戰後突變的裝甲殺手蟑螂。在星艦戰將，一部關於人類對抗暱稱為蟲族的敵人的電影中，電視宣傳廣告中一位老師鼓勵學生們踩死這些蟑螂。
一位名叫Garnet Hertz的藝術家用一隻馬島蟑螂當作他機動機器的駕駛。它們在電視實境節目系列《誰敢來挑戰》中被使用。他們也在MIB星際戰警（1997）出現，這畫面在Team America: World Police（2004）中被惡搞地重現，一隻蟑螂從金正日的屍體中爬出來，進入了一艘迷你的太空船後飛走。
馬島蟑螂也在犯罪心理系列The Itch中被一個因莫吉隆斯症（一種皮膚病）罹患精神病的兇手使用，兇手在殺害受難者前會將蟑螂放在他們身上。
2006年九月，六旗樂園在萬聖節活動FrightFest中宣布，只要有人能生吃一隻活的馬島蟑螂，他就能享有所有設施無限次免排隊的特權。除此之外，只要有挑戰者打破世界紀錄（1分鐘內吃下36隻蟑螂），他就能獲得四人份的2007季票。這挑戰困難的點在於活蟑螂會分泌少量的神經毒素使嘴巴麻痺、吞嚥困難。這個活動在2006年10月29日結束。
自2011年起，布朗克斯動物園每年都会在情人节前舉辦蟑螂命名活動，贊助者可以命名一只蟑螂并获得命名证书，更高的赞助额度还有其他纪念品、动物园活动可选；活動所得皆捐贈給國際野生生物保護學會。也有许多动物园以“为你的前任命名一只蟑螂”为名义举办筹款活动，部分动物园还以命名的蟑螂会被作为食物喂给园中动物作为噱头。

## 寵物

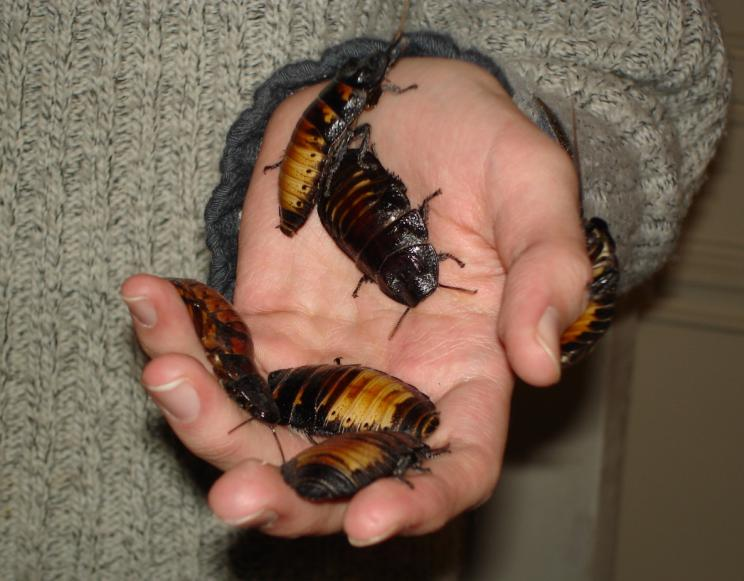
寵物馬島蟑螂

馬島蟑螂也被當作寵物飼養。它們只需要一個小小的活動區域和一個遮蔽物，因為它們不喜歡光，并且它們喜歡攀爬，所以也要提供他們攀爬物，就如同在天然環境一般。玻璃魚缸最合適，塗上一層凡士林能夠避免他們爬出。食物可以選擇蔬菜和富含蛋白質的飼料，如乾狗糧。
在美國的某些州，繁殖或飼養這些物種需要得到許可，如佛羅里達州。事實上，在引入期間，佛羅里達大學昆蟲與線蟲學系為了避免懷孕的雌蟲逃逸到環境中，只允許將雄蟲帶出實驗室。

## 外部連結
- CockroachGuy.com ~ Care information and photos dedicated to the Madagascar Hissing Cockroach （页面存档备份，存于）
- Madagascar Hissing Cockroach （页面存档备份，存于） - Housing and Bedding
- Rearing cockroaches and details of a society dedicated to keeping cockroaches （页面存档备份，存于）
- Live roach cam （页面存档备份，存于）
- When Cockroaches Seize Controls – Cockroach-controlled mobile robot story in Wired News